# سفارت افغانستان در واشینگتن
سفارت افغانستان در واشینگتن (به انگلیسی: Embassy of Afghanistan) یک منطقهٔ مسکونی و نمایندگی سیاسی این کشور در ایالات متحده آمریکا است که در واشینگتن، دی.سی. واقع شده‌است.